# Adivina qué hago esta noche
Adivina qué hago esta noche es un concurso de televisión español presentado por Santi Millán y producido por Fremantle para su emisión en Telecinco.
Las dos primeras temporadas del programa se emitieron entre 2019 y 2020 en Cuatro, pero en 2024 Telecinco decidió recuperarlo con una nueva versión para el prime time de los sábados con el título Adivina qué hago.

## Mecánica
En una primera fase, los concursantes, a través de su intuición, deberán adivinar qué habilidades ocultas hay detrás de once invitados, algunos de ellos conocidos, con el objetivo de conseguir un premio de 80.000 euros (40.000 en esta primera etapa). Para ello, concursarán junto a un personaje famoso que les prestará su ayuda y ambos recibirán pistas para averiguar los talentos, debiendo ponerse de acuerdo para seleccionar la respuesta definitiva de entre cuatro opciones. Una vez que el participante supere esta fase, en la que intentará acumular la mayor cantidad de dinero posible, llegará a la final, donde podrá doblar el dinero conseguido, reducir el riesgo sacrificando parte del bote acumulado o perderlo todo.

## Equipo

### Presentador
|              | Cuatro | Cuatro |      |
| Edición      | 1      | 2      | 3    |
| Año          | 2019   | 2020   | 2024 |
| ------------ | ------ | ------ | ---- |
| Santi Millán |        |        |      |

     Presentador

## Programas y audiencias
| Temporada | Temporada | Programas | Estreno             | Final                    | Audiencia        |
| --------- | --------- | --------- | ------------------- | ------------------------ | ---------------- |
|           | 1         | 8         | 13 de mayo de 2019  | 1 de julio de 2019       | 1 022 000 (7,6%) |
|           | 2         | 10        | 17 de junio de 2020 | 17 de septiembre de 2020 | 665 000 (6,0%)   |
|           | 3         | 8         | 20 de abril de 2024 | 1 de septiembre de 2024  | 633 000 (6,5%)   |
| Total     | Total     | 26        | 2019                | 2024                     | 773 000 (6,7%)   |

### Temporada 1 (2019)
| N.º Temp. | Fecha      | Concursantes    | Ayudantes       | Talento oculto VIP | Premio  | Audiencia        |
| --------- | ---------- | --------------- | --------------- | ------------------ | ------- | ---------------- |
| 1         | 13/05/2019 | Lorena Córcoles | Pablo Chiapella | Sergio Alcover     | 13.000€ | 1 375 000 (9,6%) |
| 2         | 20/05/2019 | Rebeca          | Carlos Sobera   | Alberto Velasco    | 6.688€  | 1 074 000 (8,2%) |
| 3         | 27/05/2019 | Iván            | Carme Chaparro  | Carlota Boza       | 30.500€ | 1 035 000 (7,3%) |
| 4         | 03/06/2019 | Lucía           | Dani Martínez   | Rocío Madrid       | 6.938€  | 1 107 000 (8,3%) |
| 5         | 10/06/2019 | Felipe Olaya    | Nagore Robles   | Irene Junquera     | 10.000€ | 1 142 000 (7,9%) |
| 6         | 17/06/2019 | Beatriz         | Carlos Marco    | Belinda Washington | 15.000€ | 725 000 (6,0%)   |
| 7         | 24/06/2019 | Gustavo         | Edurne          | Jaime Nava         | 0€      | 759 000 (6,0%)   |
| 8         | 01/07/2019 | Xavier          | Samanta Villar  | David Cantero      | 60.000€ | 964 000 (7,8%)   |

### Temporada 2 (2020)
Esta fue grabada entre mayo y junio de 2020, una grabación afectada por la Covid-19, ya que se grabó sin público. El 12 de junio hicieron una promoción anunciando el estreno de la temporada. Finalmente el 17 de junio se estrenó con un programa de estreno impresionante. El horario sería todos los miércoles a las 22:55 (aunque comenzaba a las 23:10).
| N.º Temp. | Fecha      | Concursantes             | Ayudantes                           | Talento oculto VIP | Premio  | Audiencia      |
| --------- | ---------- | ------------------------ | ----------------------------------- | ------------------ | ------- | -------------- |
| 1         | 17/06/2020 | Luis Franconetti y Lucía | Eva Isanta y Paz Padilla            | Édgar Vittorino    | 20.500€ | 860 000 (6,7%) |
| 2         | 24/06/2020 | Silvia y Alberto         | Dani Martínez y Julián López        | Agustín Jiménez    | 6.875€  | 720 000 (5,9%) |
| 3         | 01/07/2020 | Elia y Patricia          | Anabel Pantoja y Omar Montes        | Miguel Lago        | 5.563€  | 718 000 (6,5%) |
| 4         | 08/07/2020 | Neus y Cristóbal         | Toñi Moreno y Kira Miró             | Jairo Sánchez      | 27.000€ | 526 000 (4,7%) |
| 5         | 15/07/2020 | Sonia y Eduardo          | Carlota Corredera y Sonsoles Ónega  | Víctor Elías       | 12.125€ | 794 000 (7,1%) |
| 6         | 22/07/2020 | Carmen y Amparo          | Raúl Fernández y Daniel Pérez Prada | Ángel Jodrá        | 3.863€  | 636 000 (6,0%) |
| 7         | 29/07/2020 | Aída y Julio César       | Carlos Jean y Javier Fernández      | Antonio Castelo    | 11.125€ | 580 000 (5,8%) |
| 8         | 02/09/2020 | Carolina y Richard       | Luján Argüelles y Elena Furiase     | Ana Mena           | 10.500€ | 688 000 (6,3%) |
| 9         | 09/09/2020 | Verónica y Javier        | Eva Hache y Melani Olivares         | Ahikar Azcona      | 16.500€ | 547 000 (5,0%) |
| 10        | 17/09/2020 | Ana y Ainoa              | Ángeles Muñoz y Dionisio Martín     | Tania Llasera      | 2.300€  | 577 000 (5,7%) |

### Temporada 3 (2024)
| N.º Temp. | Fecha      | Concursantes     | Ayudantes                            | Talento oculto VIP | Premio  | Audiencia      |
| --------- | ---------- | ---------------- | ------------------------------------ | ------------------ | ------- | -------------- |
| 1         | 20/04/2024 | Mireia y Vanessa | Dani Martínez y Florentino Fernández | Ricky Merino       | 30.000€ | 793 000 (7,5%) |
| 2         | 27/04/2024 | Pilar y Calleja  | Fernando Gil y María Hervás          | Mar Montoro        | 3.313€  | 717 000 (6,5%) |
| 3         | 04/05/2024 | Tania y Adrián   | Paco León y Eduardo Casanova         | Ana Ruiz           | 9.000€  | 606 000 (5,8%) |
| 4         | 04/08/2024 | Julia y Jaly     | Mónica Cruz y Adriana Torrebejano    | Alexia Rivas       | 11.250€ | 605 000 (6,5%) |
| 5         | 11/08/2024 | Fran y Alba      | Laura Escanes y Grison               | Alejandra Prat     | 36.500€ | 519 000 (5,7%) |
| 6         | 18/08/2024 | Rosa y Luismi    | Adriana Abenia y Joaquín Reyes       | Álex O'Dogherty    | 0€      | 592 000 (6,7%) |
| 7         | 25/08/2024 | Inma y Félix     | Angy Fernández y Josie               | Edmundo Bal        | 9.500€  | 646 000 (7,3%) |
| 8         | 01/09/2024 | Iñaki y Elí      | Vanesa Romero y María Adánez         | Beret              | 11.500€ | 584 000 (5,9%) |

## Versiones internacionales
Por el momento, el formato completamente creado por Mediaset España y Fremantle ha sido adaptado en ocho países del mundo.
En septiembre de 2020 se anunció que la cadena ITV y la productora Thames (filial de Fremantle) preparaban la adaptación británica del formato bajo el título Game of Talents, con vistas a estrenarla en 2021.
Luego, el formato de televisión ha sido vendido también en Estados Unidos, donde la versión local se estrenará en Fox, producida por Fremantle, y que llevará por nombre Game of Talents. El presentador será Wayne Brady, ganador de la segunda temporada de The Masked Singer, quien también ejercerá como productor ejecutivo junto a Jeff Apploff.
Otros países que han adquirido los derechos del concurso para su adaptación son Filipinas, Ucrania y Rusia.

### Ediciones extranjeras
| País           | Título                | Canal | Presentador(es)                        | Estreno                 | Final                   |
| -------------- | --------------------- | ----- | -------------------------------------- | ----------------------- | ----------------------- |
| Estados Unidos | Game of Talents       | Fox   | Wayne Brady                            | 10 de marzo de 2021     | 25 de mayo de 2021      |
| Bélgica        | Game of Talents       | VTM   | Julie van den Steen y Tijl Beckand     | 18 de febrero de 2021   | 25 de marzo de 2021     |
| Francia        | Game of Talents       | TF1   | Jarry (2021) Jean-Luc Reichmann (2022) | 27 de agosto de 2021    | 30 de julio de 2022     |
| Hungría        | Tehetség első látásra | RTL   | Bence Istenes                          | 4 de septiembre de 2022 | 20 de noviembre de 2022 |
| Italia         | Game of Talents       | TV8   | Alessandro Borghese                    | 26 de octubre de 2021   | 30 de noviembre de 2021 |
| Reino Unido    | Game of Talents       | ITV   | Vernon Kay                             | 10 de abril de 2021     | 22 de mayo de 2021      |
| Suecia         | Vem kan vad           | SVT   | Clara Henry                            | 15 de enero de 2021     | 5 de marzo de 2021      |
| Países Bajos   | Game of Talents       | RTL 4 | Tijl Beckand                           | 23 de julio de 2021     | 20 de agosto de 2021    |